# 25036 Elizabethof
25036 Elizabethof este un asteroid din centura principală de asteroizi.

## Descriere
25036 Elizabethof este un asteroid din centura principală de asteroizi. A fost descoperit pe 17 august 1998 la Socorro, New Mexico, în cadrul proiectului LINEAR. Asteroidul prezintă o orbită caracterizată de o semiaxă mare de 2,48 ua, o excentricitate de 0,09 și o înclinație de 4,2° în raport cu ecliptica.